# Formuła teopaschistyczna
Formuła teopaschistyczna – formuła Trishagion (Święty, święty, święty) poszerzona o "który cierpiał na krzyżu" lub "jeden z Trójcy Świętej cierpiał". Formuła ta mogła być błędnie interpretowana przez monofizytów; w interpretacji ortodoksyjnej odnosiła się do Syna Bożego, który jako człowiek cierpiał na krzyżu.